# دايانا بورغز
دايانا بورغز (بالإسبانية: Dayana Borges)‏ هي عارضة فنزويلية، ولدت في 19 فبراير 1990 في ماراكاي في فنزويلا.